# Erich Dagobert von Drygalski
Erich Dagobert von Drygalski (9 de febrero de 1865 - 10 de enero de 1949 ) fue un geógrafo, geofísico, botánico, y científico polar alemán, originario de Königsberg (por entonces una ciudad de Prusia Oriental). Es conocido principalmente por dirigir la Expedición Gauss (1901-1903), la primera misión alemana de exploración antártica.

## Semblanza

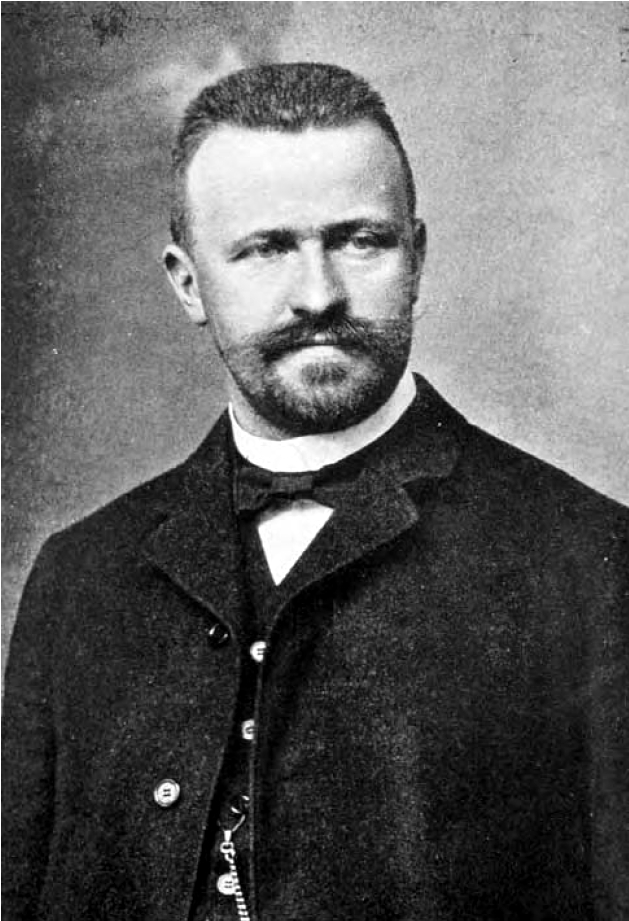
Erich Dagobert von Drygalski (1900)

Entre 1882 y 1887, Drygalski estudió matemáticas e historia natural en la Universidad de Königsberg, Bonn, Berlín y Leipzig. Se graduó con una tesis doctoral acerca de la banquisa en las regiones nórdicas. Y de 1888 a 1891 fue asistente del "Instituto Geodésico", y de la "Oficina Central de Geodesia Internacional de Berlín".
Drygalski dirigió dos expediciones entre 1891 y 1893, patrocinadas por la Sociedad para las Geociencias de Berlín. Una expedición permaneció durante el invierno 1892-1893 en Groenlandia Occidental. Fue habilitado en 1889 como geógrafo y geofísico con las pruebas científicas recogidas en sus expediciones. En 1898, Drygalski fue profesor asociado, y en 1899 profesor extraordinario de geografía y geofísica en Berlín.

## ExpediciónGauss

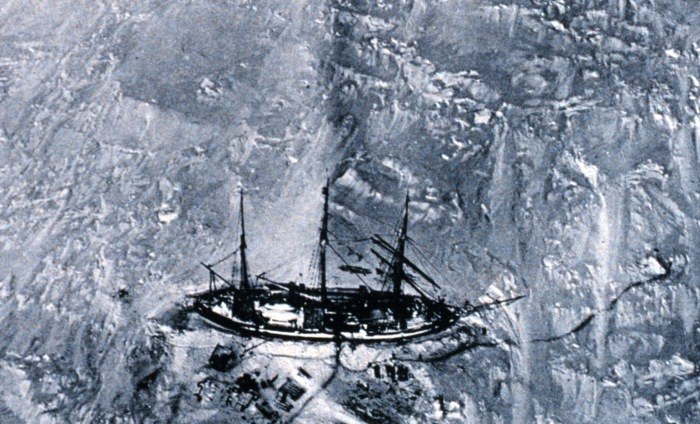
El Gauss encajado en el hielo, 29 de marzo de 1902. Foto aérea desde un globo: primera fotografía aérea de la Antártida

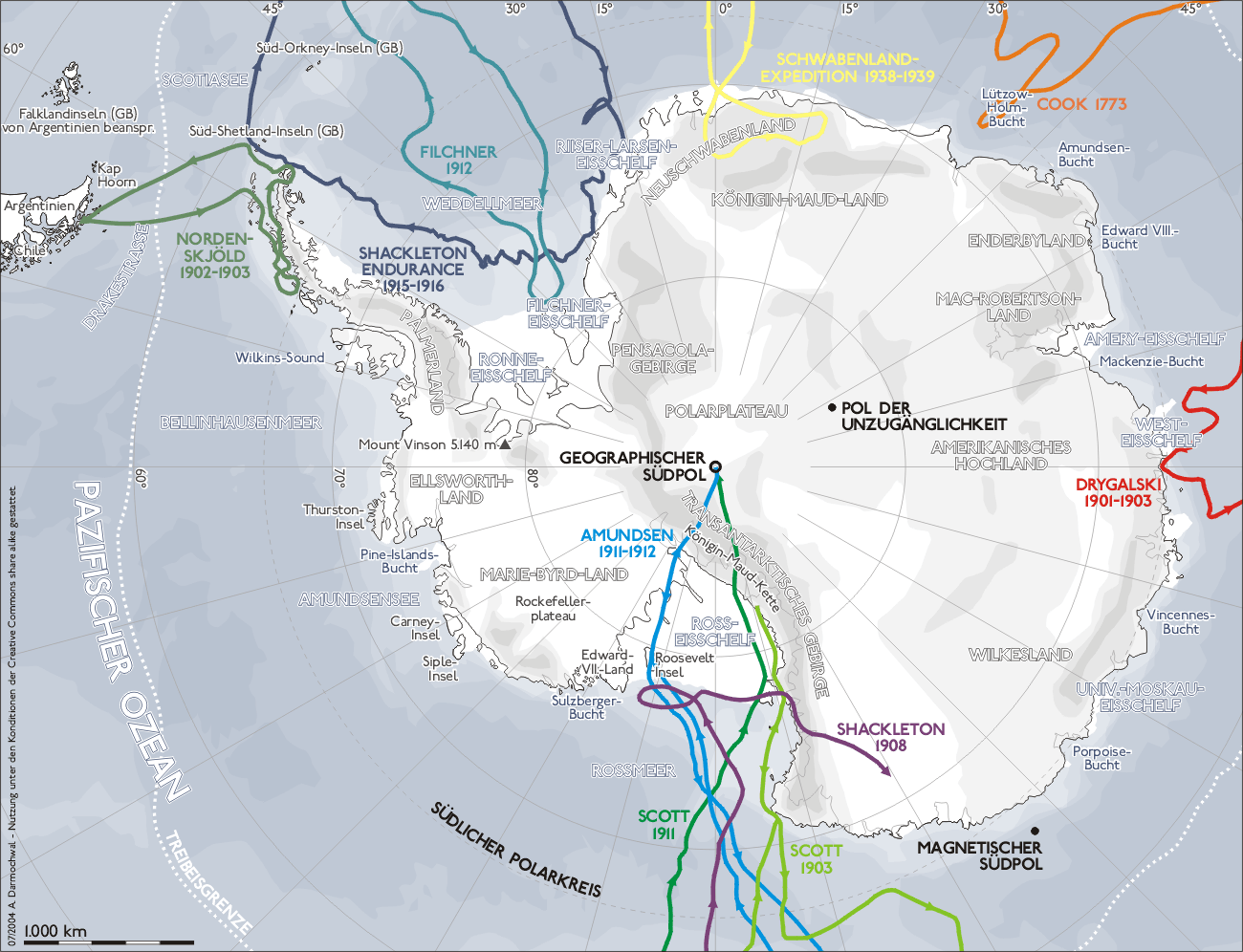
Ruta de von Drygalski en la Expedición Gauss (línea roja)

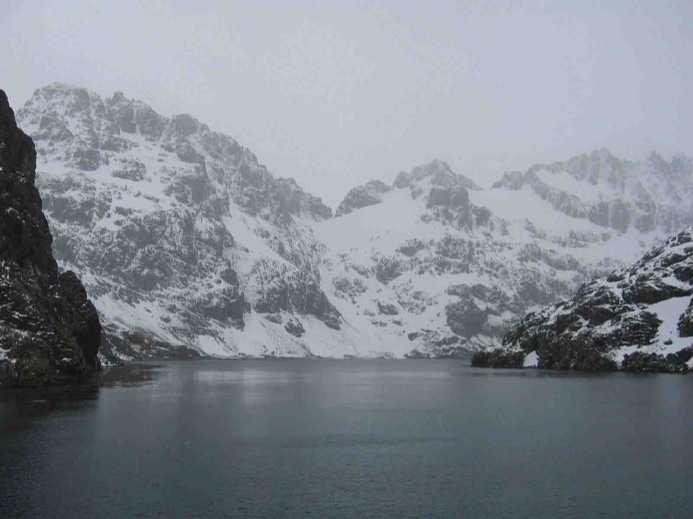
Fiordo Drygalski en las Islas Georgias del Sur

Drygalski lideró la primera expedición germana sudpolar con el navío Gauss, con el objeto de explorar áreas desconocidas de la Antártida al sur de las islas Kerguelen. La expedición partió de Kiel en el verano de 1901. Un pequeño grupo de la expedición se estacionó en las islas Kerguelen, mientras que el grupo principal se dirigió más al sur. Drygalski también hizo una visita breve a la isla Heard y obtuvo la primera información científica completa sobre la geología de la isla, y sobre su flora y fauna. A pesar de estar atrapado por el hielo durante casi catorce meses (hasta febrero de 1903), la expedición descubrió un nuevo territorio en la Antártida: la Tierra del emperador Guillermo II y el volcán Monte Gauss. La expedición regresó a Kiel en noviembre de 1903. Posteriormente, Drygalski escribió el relato de la expedición y editó los voluminosos datos científicos. Entre 1905 y 1931, publicó veinte volúmenes y dos atlas documentales de la expedición.

## Últimos años
De octubre de 1906 hasta su retiro, Drygalski fue profesor en Múnich, donde también presidió el "Instituto Geográfico", fundado por él, hasta su deceso. En 1910, tomó parte en la expedición del conde Ferdinand von Zeppelin a Spitsbergen , y participó en otras expediciones a Norteamérica y al noreste asiático. Falleció en 1949 en Múnich.

## Algunas publicaciones
- Grönland-Expedition der Gesellschaft für Erdkunde zu Berlin 1891-1893, 2 vol. Kühl, Berlín 1897
- Zum Kontinent des eisigen Südens. Ed. Georg Reimer, Berlín, 1904
- (Hrsg.): Die Deutsche Südpolar-Expedition 1901–1903 im Auftrage des Reichsamtes des Innern., 20 vol. y 2 atlas. Berlín, 1905–1931
- Die Deutsche Südpolarexpedition. 15 vols. y 3 atlas. Berlín, 1915
- Erich von Drygalski und Fritz Machatschek: Gletscherkunde. Viena. Ed. Deuticke, 1942

## Honores
- 1898 Medalla de Plata Carl Knight[1]
- 1904 Medalla de Oro Gustav Nachtigal de la de la Sociedad Geográfica de Berlín, en reconocimiento a sus logros como director de la primera Expedición Antártica Alemana
- 1933 Medalla de Oro Ferdinando von Richthofen de la Sociedad Geográfica de Berlín, junto con Alfred Philippson y con Sven Hedin
- 1933 Medalla de Oro de la Real Sociedad Geográfica por su trabajo de glaciología en el Ártico y la Antártida.[2]

### Epónimos
- Isla Drygalski
- Glaciar Drygalski
- Fiordo de Drygalski
- Calle Drygalskistraße en Berlín-Dahlem, distrito de Steglitz-Zehlendorf, desde 1910[3]
- Callejón en la parte sur de Múnich
- Cráter lunar Drygalski
- Un archivo en la Universidad de Múnich Ludwig Maximiliano recuerda sus pioneros esfuerzos
- Avispa sudafricana Araneus drygalskii Strand 1909, sobre la base de material colectado en la expedición Gauss

- La abreviatura «Dryg.» se emplea para indicar a Erich Dagobert von Drygalski como autoridad en la descripción y clasificación científica de los vegetales.[4]